# Museo Contisuyo
El Museo Contisuyo es un museo peruano, que está situado en el departamento de Moquegua. Está ubicada en lo que era parte de la Iglesia Matriz de Moquegua.
El museo está dedicado a la historia de Moquegua. Alberga piezas de la cultura Wari, Tiahuanaco, Chiribaya, Tumilaca y Estuquiña.